# Callisthenia ruberrima
Callisthenia ruberrima är en fjärilsart som beskrevs av Christian Gibeaux 1983. Callisthenia ruberrima ingår i släktet Callisthenia och familjen björnspinnare. Inga underarter finns listade i Catalogue of Life.